# Rugby podwodne

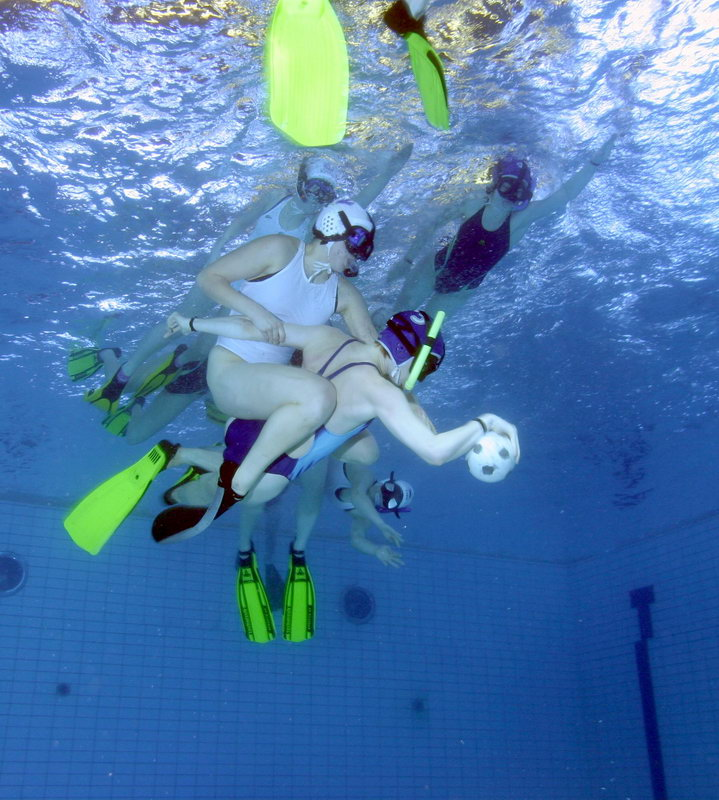
Mecz podwodnego rugby

Rugby podwodne – zespołowa dyscyplina sportowa rozgrywana pod powierzchnią wody w basenie. 

## Historia
Pierwsze zasady gry zostały stworzone w 1961 przez Ludwiga von Bersuda członka Niemieckiego Klubu Podwodnego. W 1965 rozegrano w Müllheim im Markgräflerland pierwszy turniej, w którym wzięło udział sześć niemieckich zespołów. W 1978 zorganizowano pierwsze mistrzostwa Europy mężczyzn, a w 1987 kobiet. Pierwszy turniej o mistrzostwo świata rozegrano w 1980. Mistrzostwa świata wśród kobiet zaczęto rozgrywać od 1991. Od 1978 rozgrywki międzynarodowe odbywają się pod auspicjami Światowej Konfederacji Aktywności Podwodnej. Gra jest popularna w Norwegii, Austrii, Czechach, Niemczech, Danii, Finlandii, Słowacji, Szwecji oraz w Kolumbii.

## Zasady
Mecz odbywa się na basenie o długości 12–18 m, szerokości 8–12 m oraz głębokości 3,5–5 m. Na obu krańcach boiska na umieszczone są metalowe kosze o wysokości 450 mm i średnicy 390–400 mm. Zawody rozgrywa się gumową piłką wypełnioną roztworem cukru i soli. Gęstość roztworu musi zapewniać piłce tonięcie z prędkością 0,75–1,0 m/s. Obwód piłki to 490–510 mm dla kobiet i 520–540 mm dla mężczyzn. Zawodnicy wyposażeni są w maskę, fajkę, kask z ochraniaczami na uszy i płetwy. Długość meczu to 2×15 minut. W grze biorą udział dwie drużyny po 11–15 zawodników. Jednocześnie w basenie może przebywać po 6 graczy z każdej drużyny. Celem gry jest umieszczenie piłki w koszu drużyny przeciwnej. Zabronione jest chwytanie przeciwnika za strój, maskę, płetwy, atakowanie przeciwników bez piłki, kopanie przeciwnika oraz chwytanie za kosz. Za każde z tych przewinień można otrzymać 2 minutową karę. Mecz jest sędziowany przez 3 arbitrów – dwóch pod wodą i jednego na krawędzi basenu.

## Mistrzowie świata w rugby podwodnym

### Mężczyźni
- 1980 –  Dania
- 1983 –  Dania
- 1989 –  Szwecja
- 1991 –  Szwecja
- 1995 –  Szwecja
- 1999 –  Szwecja
- 2003 –  Szwecja
- 2008 –  Finlandia

### Kobiety
- 1991 –  Szwecja
- 1995 –  Norwegia
- 1999 –  Szwecja
- 2003 –  Niemcy
- 2007 –  Niemcy